# グチャ
グチャ（セルビア語:Гуча / Guča）は、セルビア、チャチャク近くの小さな町である。中央セルビアのモラヴィツァ郡、ルチャニ基礎自治体に属する。2002年時点の人口は2022人である。この町は、毎年開かれる音楽祭・ドラガチェヴォの集いでよく知られており、音楽祭では毎年、町の人口をはるかに上回る十万人単位の観客が集まる。
Jat航空は、音楽祭のためにヘリポートの建設を計画している。